# Роксана Венгјел
Роксана Емилија Венгјел (пољ. Roksana Emilia Węgiel; Јасло, 11. јануар 2005) је пољска певачица. Прославила се победом на Дечјој песми Евровизије 2018. године у Минску, Белорусија, када је са песмом „Anyone I Want to Be” и са 215 освојених бодова заузела прво место испред Француске која је имала 203 бода.
Рођена је 11. јануара 2005. године у граду Јаслу на југу Пољске. Њена победа на 15. Дечјој Евровизији била је прва победа Пољске у овом такмичењу. Пре победе на Дечјем Еуросонгу победила је у пољској верзији такмичења The Voice Kids. Свој таленат је открила док је тренирала џудо, док је са џудо екипом путовала кроз Хрватску и Србију. Тада је учествовала на караоке такмичењу у једном одмаралишту у Хрватској и на своје велико изненађење и победила. Тренутно је веома популарна у Пољској и многи јој предвиђају одличну музичку каријеру.